# HMS M33
HMS M33 – monitor należący do Royal Navy z okresu I wojny światowej i interwencji w Rosji, od 1925 roku szkolny stawiacz min pod nazwą HMS „Minerva”. Po długim czasie służby jako jednostka pomocnicza przekazany władzom hrabstwa Hampshire i przystosowany do pełnienia roli okrętu-muzeum w bazie Royal Navy w Portsmouth. Jeden z nielicznych zachowanych do dzisiaj okrętów z czasów I wojny światowej.

## Historia
Pięć monitorów typu M29 powstało z inicjatywy ówczesnego Pierwszego Lorda Morskiego Admiralicji, admirała Johna Fishera, dla wsparcia operacji dardanelskiej. Ich głównym uzbrojeniem miało być po dwa działa Mk XII kal. 152 mm, zdjęte z kazamat pancerników typu Queen Elizabeth. Oparte na konstrukcji wcześniejszych monitorów typu M15 plany zostały przygotowane w niezwykłym pośpiechu, który spowodował błędną kalkulację wyporności. Według projektu miała ona wynosić 355 ton angielskich (ts), w rzeczywistości było to 580 ts.
Stępki pod wszystkie pięć okrętów położono 15 marca 1915 roku. M33 był budowany przez stocznię Workman Clark w Belfaście. Wodowanie odbyło się już 22 maja, a zakończenie budowy nastąpiło 24 czerwca tego samego roku. Razem z siostrzanymi jednostkami monitor został przeholowany w rejon Dardaneli, gdzie do stycznia 1916 roku ostrzeliwał cele brzegowe, wspierając walczące na lądzie wojska, między innymi podczas desantu w zatoce Suvla. Po wycofaniu się aliantów pozostał w bazie morskiej w Stavros w Grecji. Do końca wojny patrolował Morze Egejskie, sporadycznie ostrzeliwując cele na wybrzeżu Turcji.
W czerwcu 1919 roku M33 został przeholowany w rejon Archangielska, gdzie wraz z innymi okrętami uczestniczył w walkach interwentów podczas wojny domowej w Rosji. Działał tam do 27 września, później powrócił na holu do Wielkiej Brytanii. Odstawiony do rezerwy miał być przebudowany na szkolny stawiacz min. Przedłużająca się z braku środków rekonstrukcja została ukończona w grudniu 1925 roku i okręt ponownie wszedł do służby pod nazwą HMS „Minerva”. W tej roli był wykorzystywany do końca lat 30. XX wieku. Po wybuchu II wojny światowej został przebudowany na hulk paliwowy w HMNB Portsmouth, w 1943 roku na okręt warsztatowy i sztabowy dla obsługi sieci zagrodowych u ujścia Clyde, zaś w 1946 roku na hulk warsztatowy w Gosport. Nosił wówczas oznaczenie C23.
W 1987 roku były M33 został ostatecznie wycofany z Royal Navy i przejęty przez władze hrabstwa Hampshire. Przez kolejne lata poddawany był odbudowie do wyglądu z lat I wojny światowej. Obecnie ustawiony jest w suchym doku w Portsmouth Historic Dockyard, w bezpośrednim sąsiedztwie HMS „Victory”.

## Opis konstrukcji
M33 miał kadłub o długości całkowitej 54 m, szerokości maksymalnej 9,4 m i zanurzeniu 1,8 m. Faktyczna wyporność pełna wynosiła 580 ts. Napęd stanowiła maszyna parowa potrójnego rozprężania o mocy indykowanej 400 hp, pozwalająca osiągnąć prędkość maksymalną 9-10 węzłów. Zasięg wynosił 1440 mil morskich przy prędkości 8 węzłów. Projektowana załoga składała się z 5 oficerów oraz 67 podoficerów i marynarzy.
Główne uzbrojenie stanowiły dwa pojedyncze działa MK XII kal. 152 mm, pochodzące z nowej produkcji w zakładach Armstronga (działa z pancerników znalazły wcześniej inne zastosowania), osłonięte maskami pancernymi grubości 76 mm, stanowiącymi jedyny pancerz monitora. Ponadto okręt posiadał jedno przeciwlotnicze działo 6-funtowe (kal 57 mm) i dwa przenośne karabiny maszynowe.